# 皮西尼昂
皮西尼昂（法語：Pusignan，法語發音：[pyziɲɑ̃]）是法国罗讷省的一个市镇，属于里昂区。

## 地理
皮西尼昂（45°45'20"N, 5°4'2"E）面积13.04 平方千米，位于法国奥弗涅-罗讷-阿尔卑斯大区罗讷省，该省份为法国中东部省份，北起顺时针与索恩-卢瓦尔省、安省、里昂大都会、伊泽尔省和卢瓦尔省接壤。
与皮西尼昂接壤的市镇（或旧市镇、城区）包括：若纳日、容村、维莱特当通、科隆比耶-索尼约、热纳斯、梅济约、雅内里亚。

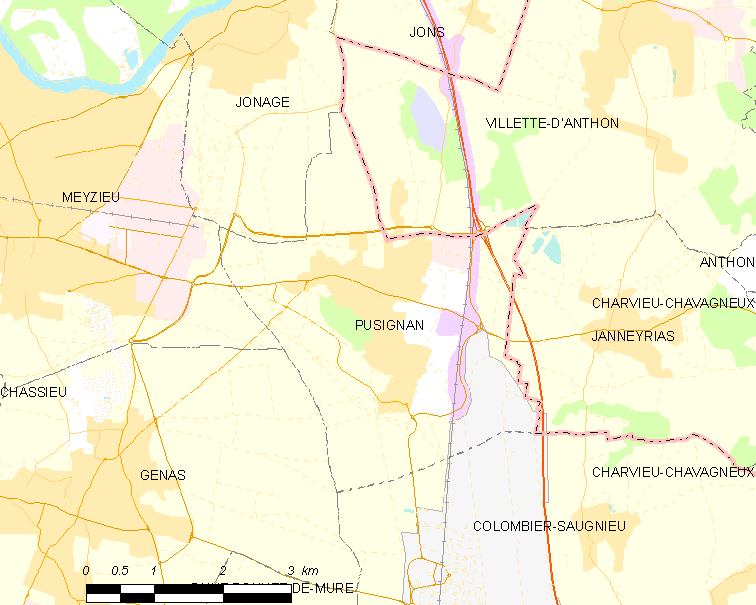
皮西尼昂的OSM定位图

皮西尼昂的时区为UTC+01:00、UTC+02:00（夏令时）。

## 行政
皮西尼昂的邮政编码为69330，INSEE市镇编码为69285。

## 政治
皮西尼昂所属的省级选区为热纳斯县。

## 人口

1962-2008年间皮西尼昂人口变化图示

皮西尼昂于2022年1月1日时的人口数量为4145人。